# 腊纳瓦洛娜一世
腊纳瓦洛娜一世（1778年—1861年8月16日）是马达加斯加王国君主，1828至1861年在位。其年輕的丈夫拉達馬一世去世后即位为女王。腊纳瓦洛娜一世采取自给自足和孤立主义的政策，缩小政治上和经济上对欧洲列强的依赖，在沿海城镇富爾潘特击退法军，并镇压了马尔加什基督教運動。